# Promozione Abruzzo 1978-1979
Nella stagione 1978-1979 la Promozione era sesto livello del calcio italiano (il massimo livello regionale). Qui vi sono le statistiche relative al campionato in Abruzzo.
Il campionato è strutturato in vari gironi all'italiana su base regionale, gestiti dai Comitati Regionali di competenza. Promozioni alla categoria superiore e retrocessioni in quella inferiore non erano sempre omogenee; erano quantificate all'inizio del campionato dal Comitato Regionale secondo le direttive stabilite dalla Lega Nazionale Dilettanti, ma flessibili, in relazione al numero delle società retrocesse dal Campionato Interregionale e perciò, a seconda delle varie situazioni regionali, la fine del campionato poteva avere degli spareggi sia di promozione che di retrocessione.

## Squadre partecipanti
| Club              | Città                         |
| ----------------- | ----------------------------- |
| A.S. Angizia      | Luco dei Marsi (AQ)           |
| Angolana Calcio   | Città Sant'Angelo (PE)        |
| Pol. Ate Tixa     | Atessa (CH)                   |
| A.S. Carsoli      | Carsoli (AQ)                  |
| S.S. Chieti Scalo | Chieti                        |
| A.S. Guardiagrele | Guardiagrele (CH)             |
| A.S.C. Notaresco  | Notaresco (TE)                |
| G.S. Paganica     | L'Aquila                      |
| Pol. Pennese      | Penne (PE)                    |
| A.S. Pineto       | Pineto (TE)                   |
| A.S. Pro Lido     | Tortoreto Lido (TE)           |
| Pol. Sagittario   | Pratola Peligna (AQ)          |
| U.S. San Salvo    | San Salvo (CH)                |
| A.S. Santegidiese | Sant'Egidio alla Vibrata (TE) |
| S.S.C. Silvi      | Silvi (TE)                    |
| U.S. Termoli      | Termoli (CB)                  |

### Classifica finale
|  | Pos. | Squadra         | Pt | G  | V  | N  | P  | GF | GS | DR  |
|  | ---- | --------------- | -- | -- | -- | -- | -- | -- | -- | --- |
|  | 1.   | Santegidiese    | 44 | 30 | 18 | 8  | 4  | 64 | 15 | +49 |
|  | 2.   | Pennese         | 42 | 30 | 17 | 8  | 5  | 42 | 20 | +22 |
|  | 3.   | Chieti Scalo    | 42 | 30 | 15 | 12 | 3  | 37 | 21 | +16 |
|  | 4.   | Guardiagrele    | 40 | 30 | 15 | 10 | 5  | 47 | 18 | +29 |
|  | 5.   | Paganica        | 35 | 30 | 12 | 11 | 7  | 32 | 29 | +3  |
|  | 6.   | San Salvo       | 30 | 30 | 8  | 14 | 8  | 25 | 20 | +5  |
|  | 7.   | Carsoli         | 30 | 30 | 9  | 12 | 9  | 35 | 39 | -4  |
|  | 8.   | Termoli         | 29 | 30 | 11 | 7  | 12 | 34 | 34 | 0   |
|  | 9.   | Pro Lido        | 29 | 30 | 10 | 9  | 11 | 25 | 33 | -8  |
|  | 10.  | Pineto          | 27 | 30 | 7  | 13 | 10 | 27 | 29 | -2  |
|  | 11.  | Ate Tixa        | 27 | 30 | 8  | 11 | 11 | 30 | 37 | -7  |
|  | 12.  | Notaresco       | 25 | 30 | 9  | 7  | 14 | 31 | 37 | -6  |
|  | 13.  | Angizia         | 24 | 30 | 7  | 10 | 13 | 28 | 37 | -9  |
|  | 14.  | Silvi           | 24 | 30 | 9  | 6  | 15 | 35 | 50 | -15 |
|  | 15.  | Sagittario      | 23 | 30 | 9  | 5  | 16 | 28 | 51 | -23 |
|  | 16.  | Angolana Calcio | 9  | 30 | 2  | 5  | 23 | 19 | 69 | -50 |